# Aberto Santa Catarina De Tenis 2012
L'Aberto Santa Catarina De Tenis 2012 è stato un torneo professionistico di tennis maschile giocato sulla terra rossa. È stata la 7ª edizione del torneo che fa parte dell'ATP Challenger Tour nell'ambito dell'ATP Challenger Tour 2012. Si è giocato a Blumenau in Brasile dal 9 al 15 aprile 2012.

## Partecipanti

### Teste di serie
| Nazionalità | Giocatore              | Ranking* | Testa di serie |
| ----------- | ---------------------- | -------- | -------------- |
| Slovenia    | Blaž Kavčič            | 109      | 1              |
| Brasile     | Rogério Dutra da Silva | 116      | 2              |
| Cile        | Paul Capdeville        | 119      | 3              |
| Croazia     | Antonio Veić           | 150      | 4              |
| Brasile     | Thiago Alves           | 160      | 5              |
| Australia   | James Duckworth        | 191      | 6              |
| Serbia      | Nikola Ćirić           | 196      | 7              |
| Portogallo  | Gastão Elias           | 215      | 8              |

- Ranking al 2 aprile 2012.

### Altri partecipanti
Giocatori che hanno ricevuto una wild card:
- Tiago Fernandes
- Thiago Monteiro
- Bruno Sant'Anna
- Bruno Volkmann

Giocatori passati dalle qualificazioni:
- Alberto Brizzi
- Tiago Lopes
- Dino Marcan
- Grzegorz Panfil

## Campioni

### Singolare
Antonio Veić ha battuto in finale  Paul Capdeville che si è ritirato sul punteggio di 3-6, 6-4, 5-2

### Doppio
Marin Draganja /  Dino Marcan hanno battuto in finale  Blaž Kavčič /  Antonio Veić, 6-2, 6-0